# Amalia Heredia Livermore
Amalia Heredia y Livermore (Málaga, 3 de marzo de 1830 – 16 de octubre de 1902) fue una mecenas, coleccionista, investigadora, filántropa y principalmente una promotora de las artes y la cultura en España. Fue marquesa de Casa Loring por el matrimonio con Jorge Loring Oyarzábal, primer marqués del citado título.

## Biografía

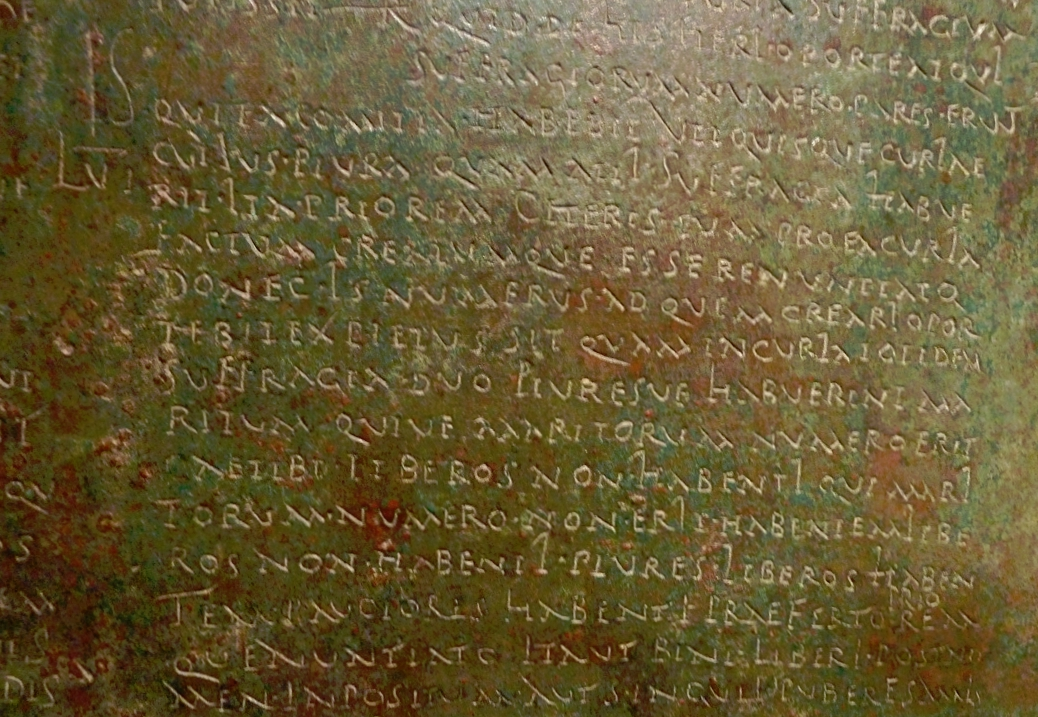
Lex Flavia Malacitana (81 d.C.) descubierta en 1851. Museo Arqueológico Nacional.

Amalia Heredia fue la décima hija del matrimonio entre el industrial malagueño Manuel Agustín Heredia Martínez e Isabel Livermore Salas. Recibió una educación de raíces católicas propia de la burguesía de la época. En 1850 se casó con Jorge Loring Oyarzábal, ingeniero, influyente empresario y político español. La pareja residió en la Alameda Principal de Málaga y tuvo nueve hijos, entre ellos, Concepción Loring que en 1927 se convirtió en la primera mujer en intervenir en el hemiciclo del Congreso de Diputados durante la dictadura de Primo de Rivera y además fueron suegros de Francisco Silvela.
La familia adquirió las tablas de Lex Flavia Malacitana, descubiertas en 1851, con el fin de iniciar una colección arqueológica que dio lugar al Museo Loringiano, germen de la actual colección del Museo de Málaga. 
En 1855 Amalia y Jorge Loring transformaron su residencia de La Concepción, en Málaga, en un rico jardín botánico referente en la Europa de su tiempo, origen del actual Jardín Botánico La Concepción. La finca fue escenario habitual de las reuniones de la alta sociedad y fue visitada por personalidades como Alfonso XII (1877), Sissi de  Baviera (1893) o José de la Concha (1860). También participó en actividades filantrópicas y benefactoras con la financiación, junto a otros miembros de la alta sociedad malagueña del Hospital de San Julián, además de colocar en 1862 la primera piedra del Hospital Civil de Málaga y fundar el Colegio de La Asunción para niñas de buenas familias.
Durante el sexenio revolucionario los marqueses de Casa Loring adoptaron la tendencia monárquico-liberal y se trasladaron a su residencia de la calle Alcalá de Madrid, poco antes de la restauración borbónica. Fueron amigos del político Cánovas del Castillo, pariente de Amalia. En 1871 Amalia Heredia fue uno de los socios fundadores de la Real Sociedad Española de Historia Natural. A finales de siglo los acreedores de los negocios mineros supusieron la venta o hipoteca de gran parte de su patrimonio y Amalia sufrió las muertes de la mitad de sus hijos, incluyendo de su hijo Manuel, candidato a la alcaldía de Málaga, en un polémico duelo en 1891.
Amalia enviudó en 1900 y falleció dos años después.  Sus restos mortales reposan en el panteón familiar de los Heredia en el Cementerio de San Miguel de Málaga.

## Distinciones honoríficas
- Dama de la Orden de las Damas Nobles de la Reina María Luisa.